# Стефано Висконти
Стèфано Вискòнти (на италиански: Stefano Visconti; * 1288, Милано, Сеньория Милано; † 4 юли 1327, пак там) от рода Висконти е господар на Арона.

## Произход
Той е син на господаря на Милано Матео I Висконти (1250 – 1322) и на съпругата му Бонакоса Бори  (1254 – 1321). Негови дядо и баба по бащина линия са Теобалдо (или Тибалдо) Висконти и Анастасия Пировани, а по майчина – Скуарчино Бори, един от лидерите на изгнаниците привърженици на Отоне Висконти, и Антония. Има четири братя и пет сестри:
- Галеацо I  (1277 – 1328), сеньор на Милано (1322 – 5 юли 1327), подест на Новара (1298 – 99), съпруг на Беатриче д'Есте
- Марко, нар. Балатроне (ок. 1289 – 1329), подест на Алесандрия (1310), политик и кондотиер, господар на Розате и на Лука (15 април – 30 юни 1329);
- Джовани (1290 – 1354), епископ на Новара (1332), архиепископ на Милано от 1339, съсеньор на Милано (1349 – 1554) с брат си Лукино Висконти, господар на Генуа (1352), господар на Болоня и Новара (1353)
- Лукино (1292 – 1349), съсеньор на Милано с брат си Джовани (1339 – 1349), господар на Павия (1315), съпруг на Виоланта от Салуцо и на Катерина Спинола
- Катерина (1282 – 1311), господарка на Верона като съпруга на Албоино I дела Скала
- Дзакарина (1295 – 1328), господарка на Комо като съпруга на Франкино Руска
- Флорамонда (? – 1321), графиня на Маканьо Империале като съпруга на Гуидо Мандели
- Аниезе, съпруга на Чекино дела Скала
- Беатриче (ок. 1280 – ?), маркиза на Верукола като съпруга на Спинета Маласпина

Има и един полубрат от извънбрачна връзка на баща си и една полусестра от първия брак на майка си.

## Биография
През 1311 г., заедно с баща си, участва в кампания срещу Павия, която се бунтува срещу император Хайнрих VII под ръководството на Филипо Лангоско. След това участва в битката срещу гвелфите, като е изпратен да помогне на брат си Галеацо в Пиаченца, а след това при Маркграфство Салуцо. През 1320 г., заедно с братята си Галеацо, Марко и Лукино, той марширува в Пиемонт срещу Филип дьо Валоа, граф на Мен, изпратен да се бие с Висконти като наместник на крал Роберт Неаполски, назначен за викарий на папа Йоан XXII в Италия. Не се стига до битка, защото Филип, подкупен от миланците, се връща назад.

От 1325 г. е господар на Арона, която след смъртта му Лудвиг IV предава на семейство Торинели.
Умира на около 39-годишна възраст в нощта на 4 юли 1327 г. по време на банкет, на който служи като виночерпец и дегустатор на Лудвиг IV Баварски, гост на семейство Висконти, който няколко дена по-рано е  коронясан за крал на Италия. Съвременниците приписват смъртта на опита за отравяне на краля, довел до затвора в замъка на Монца на трима от четиримата братя на Стефано: Галеацо, Джовани и Лукино, както и на неговия племенник и бъдещ господар на Милано Ацоне. Събитието бележи кризата на отношенията между Свещената Римска империя и Висконти.
В базиликата „Сант Еусторджио“ в Милано все още се намира великолепният погребален паметник, изваян през 1359 г. от Бонино да Кампионе за него и съпругата му Валентина Дория.

## Брак и потомство
∞ 1318 г. за Валентина Дория (* 1290; † 27 август 1359, Милано), дъщеря на Бернабò Дория, господар на Сасело и Логодуро, капитан на Генуа, и на съпругата му Елиана Фиески от Лаваня. Двамата имат:
- Грандиана, нар. Диана Висконти (* ок. 1318, † ?), ∞ ок. 1333 за Рамон де Виларагут и де Сария (* ок. 1295, † ок. 1359), барон на Трипи и господар на Алкайсия и Солана, генерал-капитан и адмирал на армията на Сицилианското кралство
- Матео II Висконти (* ок. 1319; † 29 септември 1355, Сароно), господар на Лоди, Пиаченца, Бобио, Парма и Болоня и съгосподар на Милано (1349 – 1355) заедно с братята си Галеацо и Бернабо; ∞ за Еджидиола / Джилиола Гондзага (ок. 1325, Мантуа, † ок. 1377, пак там), дъщеря на Филипино Гонзага, кондотиер, и Анна Довара, от която има две деца.
- Галеацо II Висконти (* 1320, Милано, † 4 август 1378, Павия), господар на Алесандрия, Алба, Асти, Комо, Тортона, Новара, Павия, Верчели и съгосподар на Милано заедно с братята си Матео и Бернабо
- Бернабо Висконти (* 1321 или 1323, Милано; † 19 декември 1385, Трецо сул'Ада), господар на Бергамо, Бреша, Кремона, Сончино, Лонато и Валкамоника и съгосподар на Милано заедно с братята си Матео и Галеацо
- Джовани Висконти
- Катерина Висконти, ∞ за Джакомино Валперга († 6  август 1398)

- Матео II Висконти
- Галеацо II Висконти
- Бернабо Висконти